# Explosão (crime)
Explosão é o nomen iuris de um dos crimes previstos no Código Penal Brasileiro, em seu art. 251. É um exemplo de crime de perigo, ou seja, crime no qual não se exige um dano concreto para sua consumação. Provocar uma explosão, por si só, já constitui um risco que o direito penal considera não tolerável e portanto, passível de sanção. Não se trata de crime contra o patrimônio ou a pessoa (embora tutele esses dois valores), mas sim contra a incolumidade pública.